# Mount Kane
Mount Kane ist ein etwa 1650 m hoher Berg im Palmerland auf der Antarktischen Halbinsel. Er ragt 10 km westsüdwestlich des Squires Peak in den Playfair Mountains auf.
Der United States Geological Survey kartierte ihn anhand eigener Vermessungen und Luftaufnahmen der United States Navy aus den Jahren von 1961 bis 1967. Das Advisory Committee on Antarctic Names benannte ihn 1968 nach Alan Frost Kane (* 1940), Baumechaniker auf der Amundsen-Scott-Südpolstation im antarktischen Winter 1964.